# Struer (stacja kolejowa)
Struer (duński: Struer Station) – stacja kolejowa w miejscowości Struer, w regionie Jutlandia Środkowa, w Danii. 
Stacja Struer jest ważnym węzłem na linii Esbjerg – Struer (Den Vestjyske Længdebane) obsługiwanej przez Arriva, Langå – Struer obsługiwanej przez DSB i Thybanen.
Stacja jest zarządzana i obsługiwana przez Danske Statsbaner.

## Linie kolejowe
- Esbjerg – Struer
- Thybanen
- Langå – Struer